# Borobia
Borobia település Spanyolországban, Soria tartományban. Borobia Ciria, Noviercas, Soria, Ólvega, Beratón, Purujosa, Calcena és Pomer községekkel határos. Lakosainak száma 228 fő (2024).

## Népesség
A település népessége az elmúlt években az alábbi módon változott:
| Lakosok száma | 377  | 347  | 310  | 287  | 286  | 270  | 242  | 239  | 239  | 228  |
|               | 2001 | 2004 | 2007 | 2009 | 2012 | 2014 | 2017 | 2019 | 2022 | 2024 |